# Ying’an (köpinghuvudort i Kina, Jilin Sheng, lat 42,89, long 130,29)
Ying'an är en köpinghuvudort i Kina. Den ligger i provinsen Jilin, i den nordöstra delen av landet, omkring 430 kilometer öster om provinshuvudstaden Changchun. Antalet invånare är 36 135. Befolkningen består av 17 474 kvinnor och 18 661 män. Barn under 15 år utgör 8,0 %, vuxna 15-64 år 81 %, och äldre över 65 år 9,0 %.
Runt Ying'an är det ganska glesbefolkat, med 30 invånare per kvadratkilometer. Närmaste större samhälle är Hunchun, 6,4 km öster om Ying'an. Trakten runt Ying'an består till största delen av jordbruksmark.
Genomsnittlig årsnederbörd är 1 015 millimeter. Den regnigaste månaden är juli, med i genomsnitt 219 mm nederbörd, och den torraste är januari, med 8 mm nederbörd.